# Trạm McMurdo
Trạm McMurdo là một trạm nghiên cứu khoa học của Hoa Kỳ tại Nam Cực, trạm nằm ở mũi phía nam của Đảo Ross, được New Zealand tuyên bố chủ quyền thuộc Lãnh thổ phụ thuộc Ross trên bờ eo biển McMurdo ở Nam Cực. Nó được điều hành bởi Hoa Kỳ thông qua Chương trình Nam Cực của Hoa Kỳ (USAP), một chi nhánh của Quỹ khoa học quốc gia.. Đây là trạm nghiên cứu lớn nhất do con người xây dựng trên châu lục này, có sức chứa lên tới 1500 người, 
và phục vụ như một trong ba cơ sở khoa học ở Nam Cực của Hoa Kỳ hoạt động quanh năm. Tất cả nhân viên và hàng hóa đến hoặc đi từ trạm Nam Cực Amundsen–Scott trước tiên phải đi qua McMurdo. Trạm McMurdo (được người dân đặt biệt danh là "Mac-Town") tiếp tục hoạt động như một trung tâm cho các hoạt động của Hoa Kỳ trên lục địa Nam Cực. Bằng đường bộ, McMurdo cách căn cứ Scott nhỏ hơn của New Zealand 3 kilômét.